# Giulio Vittini
Pour les articles homonymes, voir Vittini.
Giulio Roméo Vittini (né le 5 janvier 1888 à Ancône et mort le 27 janvier 1968 à Hyères, France) est un peintre italien, qui a vécu et travaillé en France pendant les trente-huit dernières années de sa vie.

## Biographie
Giulio Vittini fit ses études chez les Jésuites à Rome, puis à l'Académie des beaux-arts de Brera à Milan. Admis à l’académie Royale de Rome il en sortit avec le 1er prix (« Médaille d’or »).

### Repères chronologiques
- 1914 : Engagé volontaire Garibaldien il est décoré de la Croix de guerre française
- 1920 :  Réalisation d'une décoration en mosaïque (Gloire à la patrie 6 × 3 m) pour le Monument à Victor-Emmanuel II, à Rome
- 1921 : Décoration à la fresque des murs de la salle ducale au Vatican
- 1924 : Exposition à la galerie Geri de Milan (Achat par la ville de Milan du « Mendiant de Sèrina » pour le musée municipal). Il fut pendant trois ans maquettiste-décorateur à la Scala de Milan.
- 1930 : Arrivée en France à Montbéliard ; engagé par Émile Blazer, historien, pour la décoration de la ville qui fêtait le centenaire de Georges Cuvier (zoologiste et paléontologue français). Sous les directives de l’architecte Hézard et avec la collaboration de son ami peintre Henri Sauldubois, il réalise les décors qui seront installés dans les rues de Montbéliard. Il introduit à Montbéliard la technique à l’italienne, décors transparents illuminés la nuit de l’intérieur par l’électricien Voisin. Une partie de ses dessins et tableaux se trouvent actuellement au musée Beurnier (don de Mr Émile Blazer) ainsi qu’au musée du Château des ducs de Würtemberg, à Montbéliard.
- 1933 : Il fonda « l’Atelier » au château de Montbéliard (école de peinture et art décoratif)
- 1935 : Il débuta au Salon des artistes français, une toile - Les Dolomites - eut les éloges de la presse.
- 1947 : Il fonda un atelier de décoration sur céramique « Le Diairi. » (du nom de la coiffe du costume traditionnel de Montbéliard).
- 1948 : Grands tableaux, « La bonne cuisine française »  au restaurant La Crémaillère de New York, aux États-Unis.
- 1950 : Huit tableaux du chemin de croix à l’église de Beaulieu (Doubs)
- 1951 : Arrivée à Hyères, création d’un atelier de décoration sur faïence.
- 1955 : Exposition corse au musée de Toulon (Vif succès)
- 1956 : Grand panneau décoratif pour le stand d’« Azur-Varoise » (Nice)
- 1956 : Décoration de la chapelle « Aux Borrels » dédiée à saint Lambert  à Hyères.
- 1957 : Grand tableau représentant Hyères et son passé, installé dans l'escalier d’honneur de la mairie.
- 1957 : Grands tableaux sur la vie de Maurin des Maures (d’après l’ouvrage de Jean Aicard, publié en 1908), installé en mairie de Bormes-les-Mimosas.
- 1968 : Décès de Giulio Vittini.